# Torquato Tasso (opera)
A Torquato Tasso Gaetano Donizetti háromfelvonásos operája (opera semiseria). A szövegkönyvet Jacopo Ferretti írta Johann Wolfgang von Goethe azonos című drámája alapján. A művet 1833. szeptember 9-én mutatták be először a római Teatro alla Valléban. Magyarországon még nem játszották.

## Szereplők
| Szereplő                            | Hangfekvés   | Az ősbemutató szereposztása |
| ----------------------------------- | ------------ | --------------------------- |
| Eleonora, Alfonso herceg húga       | szoprán      | Adelina Spech               |
| Eleonora, Scandiano grófnéja        | mezzoszoprán | Angiolina Carocci           |
| Torquato Tasso                      | bariton      | Giorgio Ronconi             |
| Roberto Geraldini, a herceg titkára | tenor        | Antonio Poggi               |
| Don Gherardo                        | basszus      | Ferdinando Lauretti         |
| Ambrogio, Tasso szolgája            | tenor        | Luigi Garofalo              |
| II. Alfonso II, Ferrara hercege     | basszus      | Antonio Rinaldi             |
| Apródok, lovagok.                   |              |                             |

## Cselekménye
- Helyszín: a ferrarai hercegi palota, valamint a belriguardói hercegi villa
- Idő: 1579-1586 között

### Első felvonás
Torquato Tasso egykoron Scandiano grófné szeretője volt, ám most Eleonórának, a ferrarai herceg feleségének udvarol. A herceg egyre féltékenyebb és nem nézi jó szemmel Tasso népszerűségének és befolyásának növekedését. Roberto, a herceg titkára és Don Gherardo sem nézik jó szemmel Tassót. Ez utóbbiról kiderül, hogy korábban ő is Scandiano grófné hódolója volt. Roberto tudomást szerez Tasso Eleonorához írt szerelmes verseiről. Jótakaróként fellépve azt ajánlja a költőnek, hogy égesse el műveit, de Tasso erre nem hajlandó. Ekkor Gherardóval szövetkezik, hogy lopják el a verseket és prezentálják azokat a féltékeny hercegnek. Ambrogio, Tasso szolgája észreveszi ugyan Gherardót, amint gazdája iratos ládikájában kutat, de nem tudja megakadályozni, hogy az irat eljusson a herceghez. Eközben híre jön, hogy a mantovai herceg megkérte Eleonora kezét és a herceg támogatja kérését. Roberto és Gherardo boldogan sietnek a hírt a hercegnő tudomására hozni. Magatartásuk annyira felbőszíti a költőt, hogy nem tudván uralkodni magán kardot ránt, és párbajra hívja ki Robertót. Az éppen arra járó herceg megakadályozza a párbajt és valamennyiüket belriguardói palotájába rendeli.

### Második felvonás
Don Gherardo bevallja Scandiano hercegnőnek, hogy Tassót szerelmi riválisának tartva, beárulta a ferrarai hercegnek. A hercegnő azt gondolja, hogy Tasso még mindig szereti őt és ő maga a versekben szereplő Eleonora. Ambrogio a másik Eleonorát keresi föl. Elmondja, hogy látta Don Gherardót gazdája ládikájában matatni, így biztos abban, hogy ő lopta el az iratokat és juttatta el a herceghez. Eleonora Ambrogio elbeszélésétől és saját érzéseitől is megerősítetten úgy gondolja, hogy Roberto az eseményekben ártatlan. Ezért őt - valójában a cselszövés kiötlőjét - kéri meg, hogy vigye el üzenetét Tassónak: mielőtt végleg elhagyja az udvart és Mantovába távozik, találkozzanak még egyszer, éjfélkor a kertben. A szerelmesek búcsúzását a szintén értesített herceg zavarja meg: meggyőződvén Tasso „bűnös” szerelméről, börtönbe záratja a költőt.

### Harmadik felvonás
Évek múlva a börtönbe zárt költő egyre inkább elszakad a valóságtól és az őrület határára jut. Küldöttség érkezik hozzá és tudatják vele, hogy a „birodalom költőjévé” választották és, hogy a herceg jóvoltából részt vehet az ünnepségen. Tasso meg szeretné osztani kedvesével is a hírt, s ekkor tudja meg, hogy Eleonora időközben meghalt. A lélekben megtört költő hangos éljenzés kíséretében hagyja el Ferrarát.

## Híres áriák, kórusművek
- Alma dell’alma mia - Tasso áriája és kettőse Robertóval (első felvonás)
- Ah! non invan t’aspetto - Roberto cavatinája (első felvonás)
- Deh! T’invola, o soave - Eleonora d’Este cabalettája (első felvonás)
- Quando alla notte bruna - Roberto és Eleonora kettőse (második felvonás)
- Notte che stendi intorno - Tasso és Eleonora kettőse (második felvonás)
- Qual son? Qual fui - Tasso jelenete és áriája (harmadik felvonás)